# EchoRing
Echoring (offizielle Schreibweise: EchoRing) ist eine Funktechnologie auf Basis von Standard-WLAN-Chips zur ausfallsicheren Vernetzung in Echtzeit (ultra Reliable Low Latency Communications (uRLLC)). Echoring wird unter anderem in der Automatisierung und im Bereich Logistik und Transport eingesetzt. Mithilfe von Echoring wird beispielsweise Echtzeit-fähige Kommunikation per Funk zwischen Robotern realisiert oder die Koppelung fahrerloser Transportfahrzeuge.

## Technologie-Überblick
Echoring ist ein dezentrales, drahtloses Funkprotokoll, das durch zwei Maßnahmen hoch zuverlässig und Echtzeit-fähig wird. Als erste Maßnahme baut Echoring auf der Idee der Token-Ring-Technik auf. Jeder Teilnehmer im Echoring-Netzwerk fungiert sowohl als Sender wie auch als Empfänger. Entsprechend der Idee hinter Token-Ring kann nur senden, wer den Token hält. So werden Kollisionen effektiv verhindert. Die hohe Zuverlässigkeit wird in Echoring durch eine Art „Echo-System“ als zweite Maßnahme realisiert, wodurch eine „Kooperative Kommunikation“ erreicht werden soll. Die Entwickler der Technologie sprechen von „Massiver Kooperation“. Dabei wird, sollte die Verbindung zwischen einem Sender und einem Empfänger unterbrochen werden, das Signal automatisch von einem dritten Netzteilnehmer an den eigentlichen Empfänger gesendet. Durch die beschriebenen Maßnahmen als Kernfunktionen ist es möglich, die Signal-Laufzeit als auch die Zuverlässigkeit zu berechnen, wodurch Echoring für den Einsatz in zeitkritischen industriellen Anwendungen geeignet ist.
Ein Echoring-Netz besteht aus mindestens zwei Netzwerkknoten. Ein dritter Knoten wird als Echo-Station empfohlen. Mit steigender Anzahl der Netzwerkknoten steigt in Echoring-Netzen die Zuverlässigkeit. Die maximale Anzahl an Netzwerkknoten gibt der Hersteller mit 20 an. Sollen umfangreichere Netzwerke gebildet werden, können einzelne Echoring-Netze als Sub-Netze betrieben und zu einem größeren Netz verbunden werden. In Anwendungen mit mobilen Netzwerkteilnehmern wie z. B. fahrerlosen Transportfahrzeugen können diese per Roaming und Handover von einem Sub-Netz ins nächste wechseln.
Echoring verhält sich transparent zu den verwendeten Netzwerk-Technologien und ist so für verschiedenste Netzwerk-Techniken nutzbar. Über ein Echoring-Netz können zahlreiche Feldbus- und Industrial-Ethernet-Technologien wie PROFINET, EtherNet/IP, CIP Safety, Ethernet Powerlink und CC-Link übertragen werden.
Die Datenrate von Echoring liegt unterhalb der in einem Industrial WLAN möglichen Bandbreite.
Als technische Basis nutzt Echoring einen kombinierten WLAN-Bluetooth-Chip von Texas Instruments mit dem Namen „WiLink 8“. Echoring arbeitet im Frequenzband bei 5,8 GHz.

## Geschichte
Die Grundlagen der Echoring-Technologie wurden von James Gross und  Christian Dombrowski gelegt. James Gross forschte von 2008 bis 2012 an der RWTH als Assistenzprofessor am DFG-geförderten Forschungszentrums UMIC (Ultra High-Speed Mobile Information and Communication) an einer Lösung für kabellose, hochverfügbare Echtzeitkommunikation mittels Token Ring Verfahren. Christian Dombrowski promovierte bei Gross. Gemeinsam wiesen sie mittels mathematischer Methoden die Zuverlässigkeit der Technologie nach.
Christian Dombrowski begann 2010 im Zuge seiner Doktorarbeit mit der Implementierung Echorings auf einer FPGA basierten Wireless Open-Access Research Platform (WARP). Zur Evaluation des Kommunikations-Protokolls setzten sie hauptsächlich auf ein PTA (Probabilistic Timed Automata).
2012 wurde das Echoring-Protokoll erstmalig zum Patent angemeldet.
2014 lief das System erstmals stabil und wurde in mehreren vom BMBF geförderten Projekten in echten Szenarien erfolgreich getestet.
2015 gründeten James Gross und Christian Dombrowski zusammen mit Mathias Bohge und Florian Bonanati die Firma R3 Reliable Realtime Radio Communications. Dort wird das Echoring-Protokoll auf einen „WiLink 8“ Bluetooth Chip der Firma Texas Instruments implementiert, welcher es serienreif macht.
2017 erschien das „Echoring Radio Board“, das erste Produkt mit Echoring-Technologie, in Zusammenarbeit mit der Firma Schleicher.
2018 wurde die Roaming-Funktion implementiert und zum Patent angemeldet.
2019 wurden das „Echoring System on Modul“ und die „Echoring Bridge“ vorgestellt.

## Anwendung
Aktuell vertreibt der Hersteller R3 Solutions GmbH die Echoring-Technologie in Form der „EchoRing Ethernet Bridge“, die wiederum Teil von Produktpaketen ist, über den Distributor Arrow Electronics. So ist die sogenannte „EchoRing Ethernet Bridge“ einzeln und einem „EchoRing Rollout Kit“ genannten Paket erhältlich.
Von den direkt vertriebenen Produkten abgesehen, wird die Echoring-Technologie in weiteren Produkten verwendet und in Produkte anderer Hersteller integriert. So verwendet das BMW Werk in Leipzig ein spezielles Set namens „Echoring Notfall Kit“, mit dem als Bypass-Lösung die Übertragung der Produktionsdaten sichergestellt werden soll, wenn es bei einem Roboter oder anderen Maschinen zu Störungen bei der Verkabelung kommt wie beispielsweise Kabelbruch. Der Hersteller von unter anderem fahrerlosen Transportsystemen (FTS) Götting KG integriert die Echoring-Technologie in automatisierte FTS, um mehrere solcher Systeme mittels einer „virtuellen Deichsel“ zu koppeln. Ebenfalls in FTS integriert das Unternehmen Stäubli WFT EchoRing. Nach eigenen Angaben wird die Technologie nach erfolgreicher mehrmonatiger Erprobung nun im Rahmen einer Reinraumanwendung genutzt.